# DMC DeLorean
O DMC DeLorean é um carro desportivo produzido entre 1981 e 1982 pela empresa automobilística americana DeLorean Motor Company (DMC). É conhecido como o DeLorean, pois este foi o único modelo fabricado pela empresa. O carro algumas vezes também é referido por sua designação interna de pré-produção, DMC-12. Porém, o nome DMC-12 nunca foi usado em vendas ou material de marketing para o modelo de produção.
O DeLorean caracteriza-se por sua carroçaria com portas asa de gaivota, painéis e capô de aço inoxidável sem pintura, que foi projetada por Giorgetto Giugiaro.
O primeiro protótipo foi completado em 1976 e a produção começou oficialmente em 1981 na fábrica que a DMC tinha em Dunmurry, na Irlanda do Norte. Durante sua produção, vários aspectos do carro foram alterados, como o estilo do capô, as rodas e o interior. Foram fabricadas aproximadamente 9200 unidades do DeLorean entre 1981 e 1982 (alguns carros desse ano foram vendidos como ano/modelo 1983).
O DMC DeLorean ganhou status a partir de 1985 principalmente por aparecer na trilogia de filmes de ficção científica Back to the Future.
Em 2007 estimava-se que ainda existiam 6.500 unidades do DeLorean.

## História
Em outubro de 1976 o primeiro protótipo do DeLorean foi completado por William T. Collins, engenheiro-chefe da DMC (anteriormente engenheiro-chefe da Pontiac); o protótipo foi conhecido como «DSV-1» ou «DeLorean Safety Vehicle». À medida que o desenvolvimento do carro continuou, o modelo foi denominado «DSV-12» e posteriormente «DMC-12», pois a DMC tinha como objetivo um preço de venda de US $ 12.000 no momento do lançamento. O protótipo 1 tinha um motor central-traseiro do Citroën CX de quatro cilindros em linha, mas foi considerado pouco potente para o DeLorean. Originalmente, no modelo de produção o motor ia ser um Wankel (também da Citroën), mas foi substituído por um projeto francês chamado PRV (Peugeot-Renault-Volvo), um motor V6 de injeção que melhorava a baixa eficiência do motor Wankel, o que foi um aspecto importante devido à escassez de combustível que o mundo inteiro estava sofrendo com a crise do petróleo de 1973. O motor teve que ser movido desde a localização central-traseira no protótipo 1 para uma localização traseira no protótipo 2, uma configuração que seria mantida no veículo de produção.
William Collins e John DeLorean imaginaram um chassi produzido com uma nova tecnologia que nunca havia sido testada chamada Elastic Reservoir Molding (ERM), o que poderia ter contribuído para reduzir o peso do carro e, portanto, supostamente também reduziria os custos de produção, mas essa tecnologia para a qual DeLorean havia adquirido os direitos de patente não era adequada para a produção em massa. Além disso, considerou-se que o projeto do carro exigia uma reengenharia quase completa, que foi encomendada ao engenheiro inglês Colin Chapman, fundador da Lotus Cars. Chapman substituiu a maior parte do material não testado e das técnicas de fabricação pelas usadas na época pela Lotus, incluindo um chassi de aço.
A construção da fábrica começou em outubro de 1978 e foi concluída em 1980, e embora o início da produção do DeLorean estivesse planejado para esse ano, problemas de engenharia e orçamento atrasaram o início da produção até janeiro de 1981. Durante essa época, a taxa de desemprego era muito alta na Irlanda do Norte e os residentes faziam fila para se candidatar a empregos na fábrica.

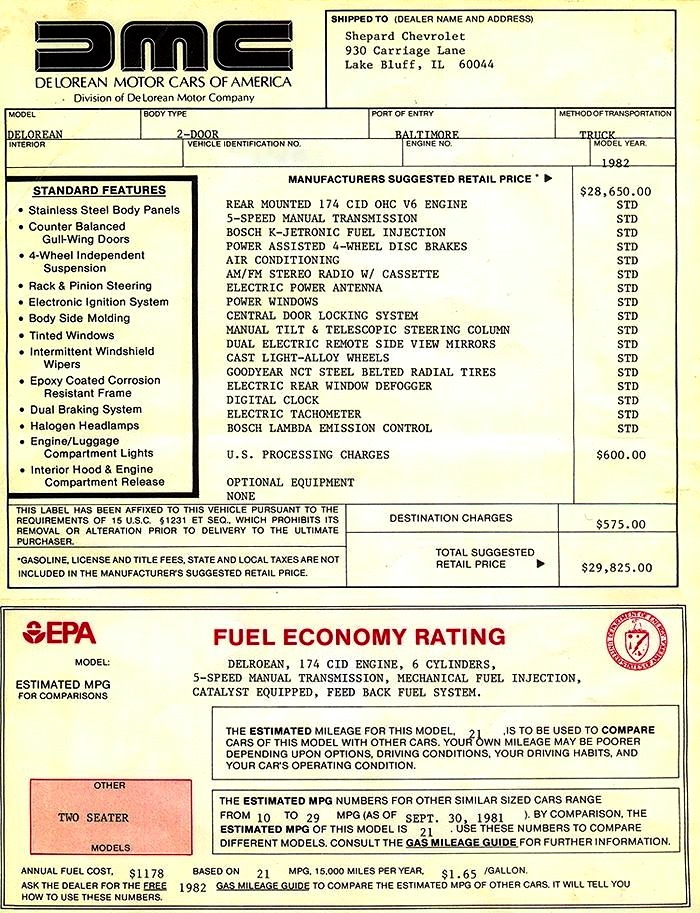
Adesivo Monroney do ano 1982.

No final do ano 1980, a DMC abandonou o nome DMC-12 originalmente destinado ao seu automóvel, chamando-o finalmente de «DeLorean», que acabou custando muito mais do que foi inicialmente planejado. O carro desportivo DeLorean, conforme descrito nos anúncios, foi finalmente construído na fábrica de Dunmurry, no condado de Antrim, a apenas alguns quilômetros do centro de Belfast. A mão de obra era composta por protestantes e católicos que ficavam contentes em deixar de lado suas diferenças religiosas para trabalhar em equipe. Quase todo o pessoal de produção era inexperiente, por isso, várias centenas de unidades do DeLorean foram produzidas sem painéis de aço inoxidável para formar aos trabalhadores, que nunca foram comercializadas. Esses carros eram conhecidos como "mules" (mulas) ou "black cars“ (carros pretos), uma alcunha que se referia aos seus painéis pretos feitos de fibra de vidro. A primeira unidade do DeLorean saiu da linha de montagem em 21 de janeiro de 1981. Apesar dos trabalhadores serem formados, muitos DeLorean tinham problemas de qualidade. Os problemas de qualidade dos carros melhoraram com o tempo; muitos deles foram resolvidos em 1982, e os DeLorean foram vendidos com uma garantia de 12 meses e um contrato de serviço de 5 anos e 80.000 km (49.700 milhas).
A DeLorean Motor Company foi à falência em 26 de outubro de 1982 após a prisão de John DeLorean nesse mesmo mês sob acusações de tráfico de drogas. Mais tarde DeLorean foi declarado não culpável em agosto de 1984, mas sua reputação como empresário ficou arruinada e a DMC já havia falido, tornando impossível continuar a produção do carro. Aproximadamente 100 unidades parcialmente montadas foram concluídas por ex-trabalhadores da fábrica, que foram contratados pela Consolidated International (agora chamada Big Lots). As peças que permaneceram na fábrica da DMC, as peças do US Warranty Parts Center assim como as peças de fornecedores originais que ainda não as haviam entregue na fábrica, foram enviadas para Columbus (Ohio, Estados Unidos) no ano 1983. A DeLorean Motor Company de Texas adquiriu este estoque em 1997.
Entre janeiro de 1981 e dezembro de 1982, aproximadamente 9.200 unidades foram montadas entre a DeLorean Motor Company e a Consolidated International, embora algumas fontes indiquem que no total apenas foram fabricados 8.975 ou 8.583 carros. Quase uma quinta parte dos DeLorean foi produzida em outubro de 1981. Entre fevereiro e maio de 1982, perto de 1000 unidades foram produzidas devido ao declínio da produção, com muito poucos veículos sendo fabricados, todos eles com o VIN (Vehicle Identification Number) modificado após a compra pela Consolidated International para fazê-los aparecer como modelos de 1983. Estes são os VIN 15XXX, 16XXX e 17XXX que eram originalmente os VIN 10XXX, 11XXX e 12XXX. O último DeLorean foi montado em 24 de dezembro de 1982.

## Design e mecânica

### Carroçaria

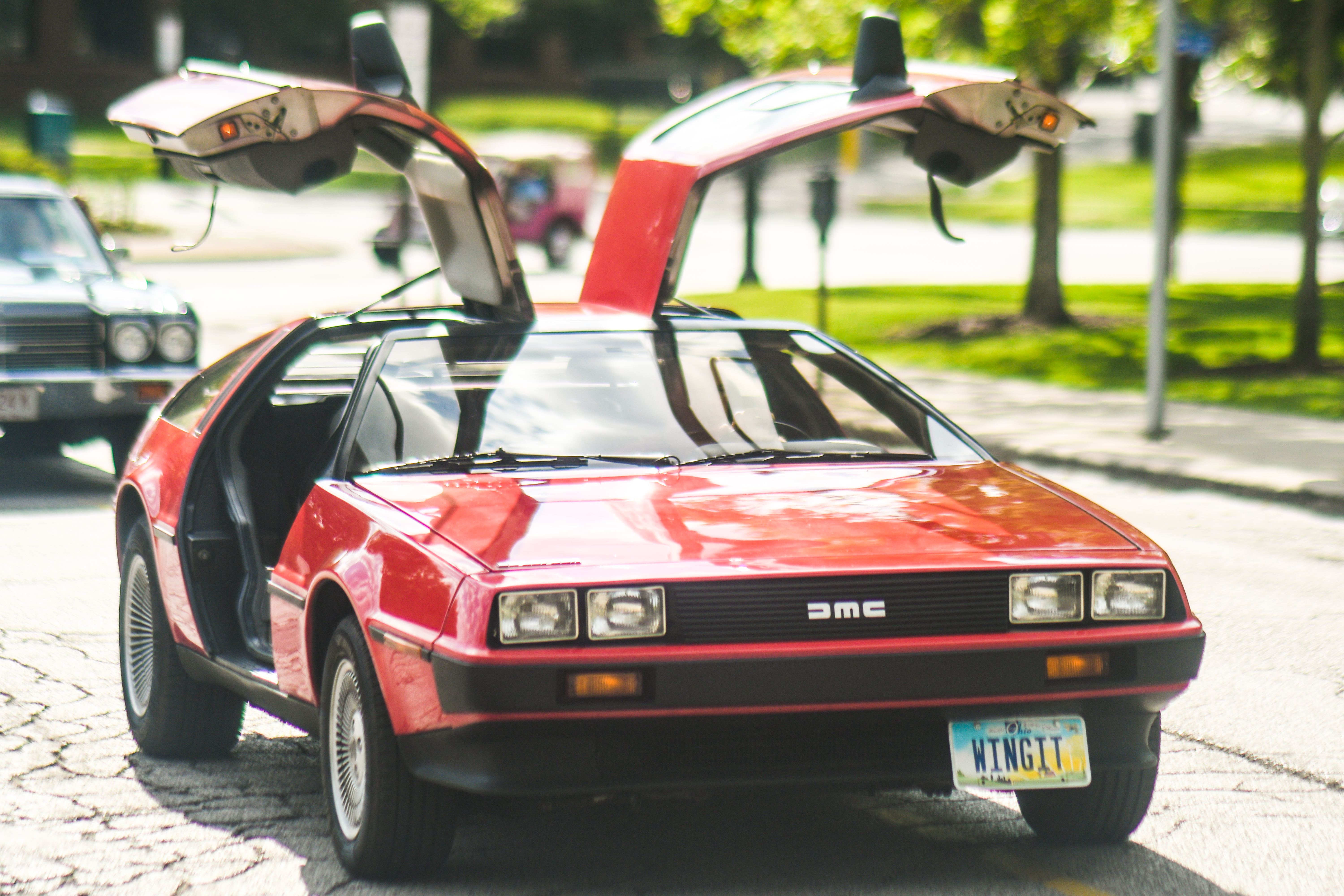
Um DMC DeLorean pintado de vermelho.

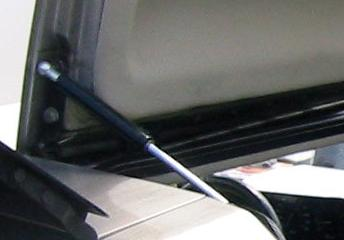
Uma das barras de torção usadas nas portas do DeLorean.

A carroçaria do DMC DeLorean foi projetada pelo designer da Italdesign Giorgetto Giugiaro; para criar o carro, Giugiaro se baseou num de seus trabalhos anteriores, o Porsche Tapiro, um carro conceitual de 1970. A carroçaria tem painéis feitos de aço inoxidável SS304, e foram fixados a uma estrutura monocoque de plástico reforçado com fibra de vidro, que por sua vez foi instalada em um chassi em forma de duplo "Y" derivado do Lotus Esprit. O chassi foi coberto com epóxi, um material que protege o aço contra a corrosão. Exceto por três carros para uma série especial com carroçaria banhada a ouro, todos os DeLorean que saíram da fábrica não foram cobertos por pintura ou verniz. Na verdade, existem DeLorean pintados, embora todos foram pintados depois de serem enviados para os Estados Unidos.
A característica mais marcante do DeLorean eram suas portas asa de gaivota. O problema comum de suportar o peso deste tipo de portas foi resolvido por outros fabricantes com portas leves no Mercedes-Benz 300 SL e um sistema elétrico com bomba de ar no Bricklin SV-1. As portas do DeLorean possuem umas barras de torção que foram desenvolvidas pela Grumman Aerospace e construídas no Reino Unido pela Unbrako (uma divisão da SPS Technologies de Jenkintown, Pensilvânia, EUA), que foram instaladas para suportar o peso das portas. As portas apresentam luzes vermelhas e âmbar em todo o perímetro. Essas luzes acendem quando as portas são abertas e podem ser vistas desde a frente, a traseira ou a lateral do veículo à noite ou em situações de pouca luz. Além disso, as portas também têm umas cintas para facilitar o fechamento por pessoas mais baixas. Estas portas precisam de um espaço pequeno para abrir: 27,5 cm (11 polegadas). Isso torna fácil abrir e fechar o carro em estacionamentos em comparação com portas convencionais. Assim como as portas instaladas no Lamborghini Countach, as portas do DeLorean têm pequenas janelas, pois as janelas do mesmo tamanho que o vidro não seriam totalmente retráteis dentro dos painéis curvos de cada porta.

### Suspensão, direção, rodas e travões
A suspensão do DMC DeLorean foi amplamente baseada na do Lotus Esprit; tem suspensão independente nas quatro rodas, molas helicoidais e amortecedores telescópicos. A suspensão dianteira é do tipo duplo A e a traseira é multibraço.
Quando o DeLorean chegou pela primeira vez aos Estados Unidos, o carro tinha uma distância entre as rodas maior do que o esperado na suspensão dianteira. Apesar de ter significativamente menos peso na frente, as molas dianteiras e traseiras tinham a mesma taxa de mola mas usavam aço de qualidade inferior, o que resultou na aparência de nariz alto. Algumas pessoas citaram que uma mudança de última hora dos requisitos de altura do pára-choque nos EUA levou a DMC a elevar o veículo um pouco antes da entrega, no entanto, isso não é verdade. Os desenhos do design mostram que o projeto do carro atendeu às alturas mínimas de pára-choques e faróis da NHTSA na época.
A direção é de cremalheira e pinhão, com uma relação total de 14.9:1, dando um diâmetro de giro de 10,67 m.
Os DeLorean foram equipados com jantes de liga, com medidas 195/60HR de 14 polegadas (35,6 cm) de diâmetro x 6 polegadas (15,2 cm) de largura as da parte dianteira; e 235/60HR com 15 polegadas (38,1 cm) de diâmetro x 8 polegadas (20,3 cm) de largura as da parte traseira. Tem travões de disco nas quatro rodas, com 254 mm de diâmetro os da parte dianteira e 267 mm os da parte traseira.

### Motor e caixa de velocidades

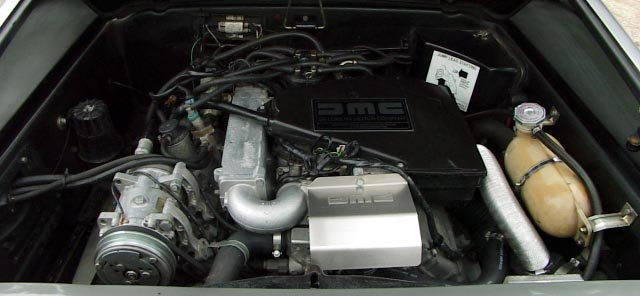
Motor PRV do DeLorean.

O motor do DMC DeLorean é um PRV V6 (modelo ZMJ-159) de 2849 cc que foi desenvolvido em conjunto pelas marcas Peugeot, Renault e Volvo. Foi construído sob contrato especial com a DeLorean Motor Company, e é um desenvolvimento do PRV V6 de 2,7 litros usado no Renault 30. Este motor tem um sistema de injeção eletrónica Bosch K-Jetronic, um diâmetro x curso de 91 mm x 73 mm e uma taxa de compressão de 8.8:1. O bloco do motor e as cabeças são feitos de uma liga leve de alumínio e tem uma distribuição SOHC com árvore de cames à cabeça e duas válvulas por cilindro (12 no total). Para a refrigeração adequada do motor, o radiador foi montado na parte dianteira.
Como o motor foi montado na parte traseira do veículo, sua distribuição de peso é de 35% na frente e 65% na traseira.
Duas caixas de velocidades estavam disponíveis para o DeLorean: uma automática de três velocidades e uma manual de cinco velocidades (a mais utilizada), ambas da marca Renault.

## Potência e desempenho
O DMC DeLorean desenvolve uma potência de 130 HP (132 CV) a 5.500 rpm e um torque de 207 N⋅m a 2750 rpm.
John DeLorean tinha inicialmente previsto que o carro produziria cerca de 200 HP (203 CV), mas finalmente foi instalado um motor de 170 HP (172 CV). No entanto, os regulamentos de emissões de CO2 nos Estados Unidos exigiam que peças como conversores catalíticos fossem montadas nos veículos antes de serem vendidos naquele país. A instalação dessas peças nos carros causou uma redução de 40 HP (41 CV) na entrega de potência, uma perda que prejudicou seriamente o desempenho do DeLorean, e isso fez com que a versão para os Estados Unidos fosse considerada decepcionante.
Embora as novas peças que foram instaladas no veículo tenham causado graves reduções na entrega de potência, para 130 HP (132 CV), algumas fontes indicam que com essa potência o carro desenvolve uma velocidade máxima de 209 km/h (130 mph). No entanto, outras fontes indicam que sua velocidade máxima é de apenas 175 km/h (109 mph) ou 177 km/h (110 mph).
Segundo a DMC, o DeLorean com câmbio manual podia acelerar de 0 a 60 mph (96,5 km/h) em 8,8 segundos, mas na verdade, são 9,5 segundos. A revista Road & Track registou um tempo de 10,5 segundos na versão com mudanças automáticas, o que na época já era considerado lento demais para um carro desportivo.

## Preço e equipamento

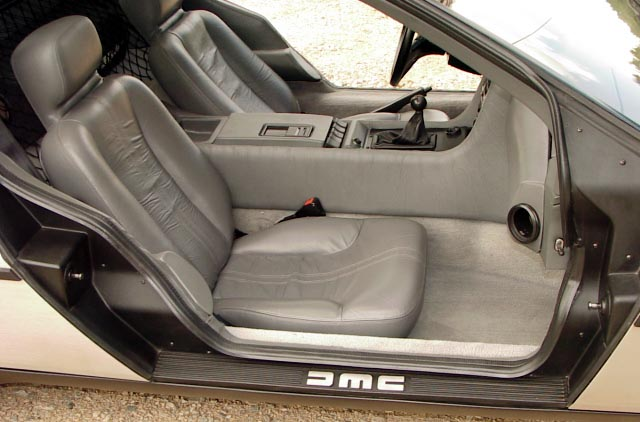
Interior dum DeLorean com estofamento em cor cinzenta e caixa de velocidades manual.

O carro originalmente ia chamar-se DMC-12 devido ao preço de US $ 12.000 inicialmente planejado para este modelo, mas seu preço de venda acabou sendo de US $ 25.000 e mais 650 $ se era equipado com as mudanças automáticas.
Havia uma lista de espera de pessoas dispostas a pagar até US $ 10.000 acima do preço de venda. No entanto, após a falência da DMC, os carros não vendidos podiam ser comprados por menos do que o preço de retalho.
O interior do DeLorean estava disponível com estofamento preto ou cinzento. Todos os carros vinham de fábrica com espelhos e janelas elétricos, aparelho de som estéreo, ar-condicionado, assentos de couro e volante de couro ajustável.

## Recepção
Na época do lançamento, a imprensa automotiva geralmente elogiava o DeLorean. Motor Trend, Car and Driver e Road & Track fizeram comentários positivos sobre o carro. Todos notaram um desempenho dececionante, especialmente aqueles que realizaram testes comparativos com outros veículos. No entanto, os revisores ficaram impressionados com algumas coisas do carro, observando um baixo consumo de combustível e muitos deles observando que o DeLorean é mais um carro GT do que um carro desportivo ou carro de corrida. Porém, as análises mais recentes do carro foram muito mais severas. A revista Time incluiu o DeLorean em sua lista dos 50 piores carros de todos os tempos. Em seu livro Naff Motors: 101 Automotive Lemons, Tony Davis descreveu a qualidade de construção como "lamentável". O roteirista de Top Gear, Richard Porter, o incluiu em seu livro Crap Cars, chamando-o de "péssimo".

## Alterações na produção
O capô do DeLorean originalmente tinha ranhuras em ambos os lados e incluía uma tampa para simplificar o enchimento do tanque de combustível. Esses carros geralmente tinham uma tampa de combustível com fechadura para evitar a manipulação ou o roubo de combustível com um sifão. Em agosto de 1981, a tampa de combustível foi removida do capô (embora as ranhuras permaneceram). Depois que o suprimento de tampas com fechadura acabou, a empresa começou a colocar tampas de combustível sem fechadura (resultando em pelo menos 500 carros sem tampa no capô, mas com tampa de combustível com fechadura). O último estilo do capô incluiu a adição de um emblema DeLorean de metal fundido no canto inferior direito e a remoção das ranhuras, resultando em um capô completamente plano. Esta última versão estava em todos os carros modelo 1982-1983.
Embora o estilo das jantes do DeLorean não tenha sofrido muitas alterações, as jantes dos carros fabricados no início de 1981 eram pintadas de cinzento. Essas jantes exibiam tampas centrais cinzentas com o logotipo da DMC em relevo. Poucos meses após o início da produção em 1981, as jantes foram alteradas para um visual prateado polido, com uma tampa central preta. O logotipo da DMC em relevo nas tampas centrais foi pintado de cor prateada para adicionar contraste.

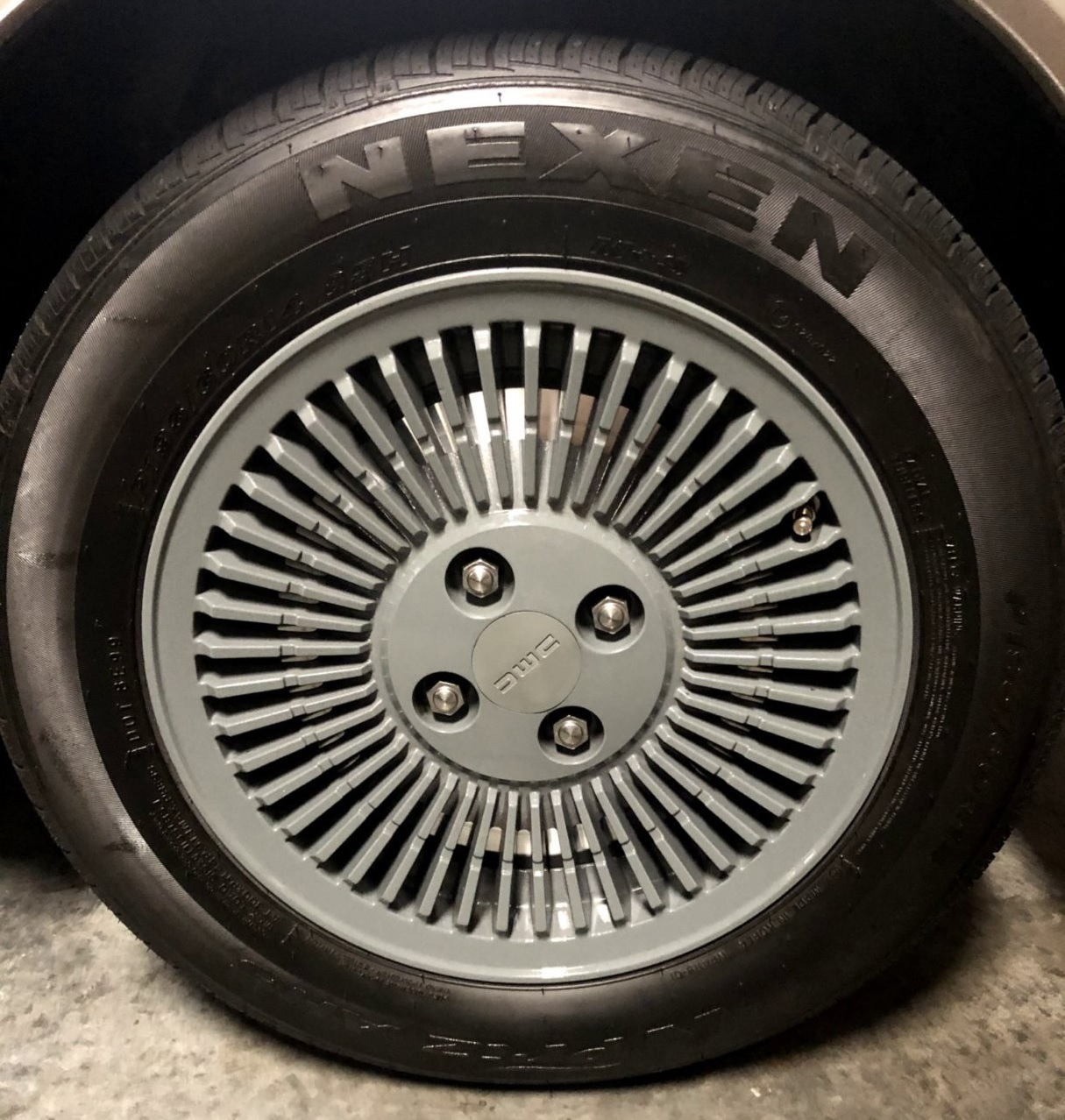
Jante cinzenta do início de 1981.
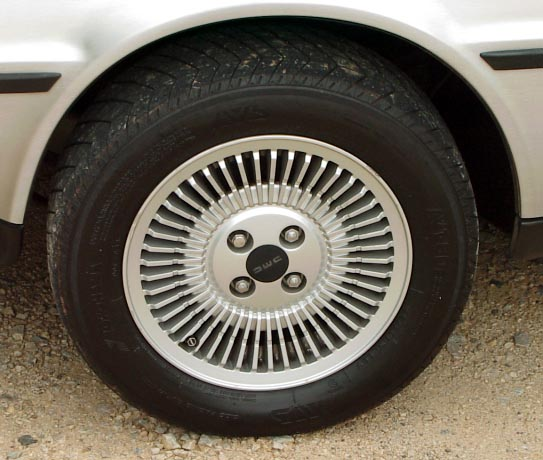
Jante prateada de meados de 1981.

## DeLorean especiais

### Carros turbo da Legend Industries

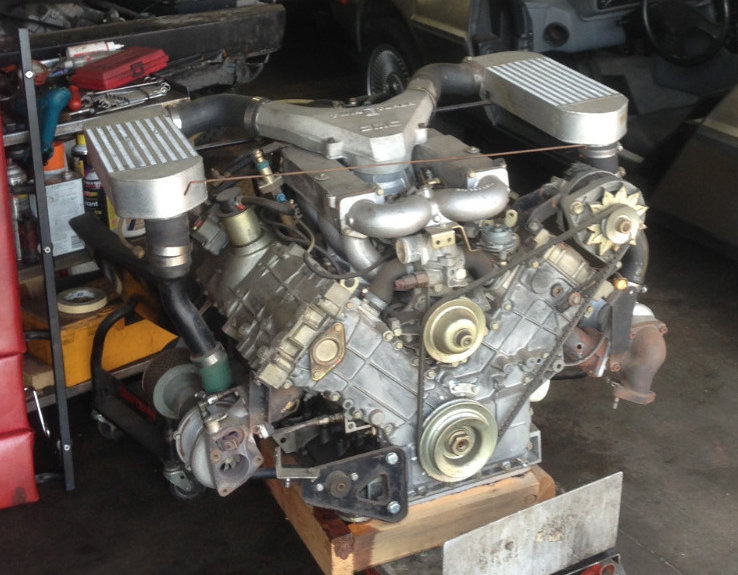
Motor Legend biturbo do VIN 530.

A DeLorean Motor Company encomendou dois DeLorean biturbo a uma empresa chamada Legend Industries (com sede em Hauppauge, Nova Iorque) que tinham as placas VIN 502 e VIN 530. A Legend Industries instalou dois turbos IHI RHB52 e dois intercoolers no motor V6, aumentando a potência para 350 cv. Os carros faziam de 0 a 60 mph (96,5 km/h) em 5,8 segundos e percorrian 1/4 de milha (402 metros) em 14,7 segundos.
Em um teste realizado no circuito Bridgehampton Raceway em 1981, o DeLorean biturbo foi mais rápido que um Ferrari 308 e um Porsche 928. John DeLorean ficou tão impressionado com o motor que se comprometeu a encomendar 5.000 motores à Legend Industries.
A DMC também encomendou dois DeLorean com um único turbo no motor (VIN 528 e VIN 558), e planejava oferecer um motor turboalimentado como opção de US $ 7.500 em 1984. Antes que qualquer um dos 5.000 carros pudesse ser colocado em produção, a DMC declarou falência, o que levou a Legend Industries, assim como outros fornecedores, à falência também.

### DeLorean dourado

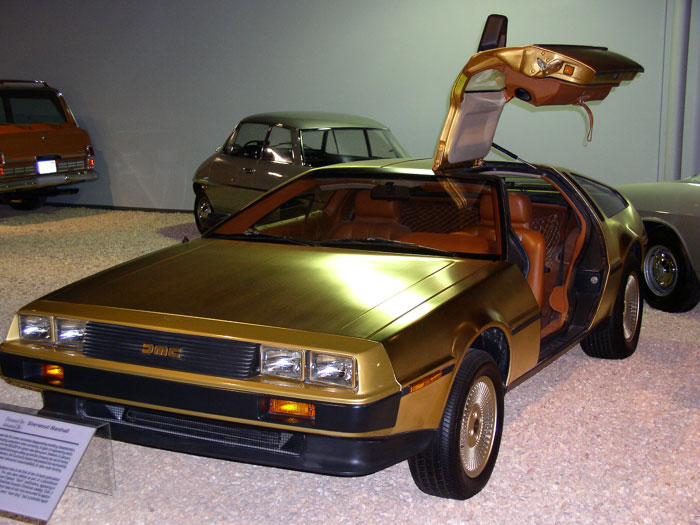
Um dos três DeLorean banhados a ouro no Museu Nacional do Automóvel em Reno, Nevada, Estados Unidos.

A DeLorean Motor Company fez uma pequena série especial para o DeLorean: Os painéis de aço inoxidável foram trocados por painéis banhados a ouro 24 quilates. Cem unidades desta série especial foram planejadas para serem fabricadas, mas finalmente apenas três carros dourados foram construídos. Dois deles foram usados em uma promoção dos cartões de crédito American Express no Natal de 1981 e depois foram vendidos por US $ 85.000 cada um.
O primeiro DeLorean dourado (VIN 4300) da American Express foi comprado por Sherwood Marshall, um empresário e ex-oficial da Marinha Real Canadense. Marshall doou seu DeLorean para a Fundação William F. Harrah, e o carro está em exibição no Museu Nacional do Automóvel em Reno (Nevada). Este é o único dos três DeLorean banhados a ouro que foi equipado com câmbio manual e tem seu interior em cor bronzeada.
O segundo DeLorean dourado (VIN 4301) da American Express foi comprado por Roger Mize, presidente do Banco Nacional de Snyder em Snyder (Texas). Este DeLorean esteve em exibição no banco por mais de 20 anos antes de ser enviado para o Museu Automotivo Petersen de Los Angeles. Tem seu interior em cor preta e está equipado com câmbio automático.
O terceiro e último carro banhado a ouro é o VIN número 20105 e foi vendido em La Vale (Maryland) com 636 milhas (1024 km) no hodômetro. Este carro está equipado com câmbio automático e, como o VIN 4300, seu interior é de cor bronzeada.

### Carros com o posto de condução à direita

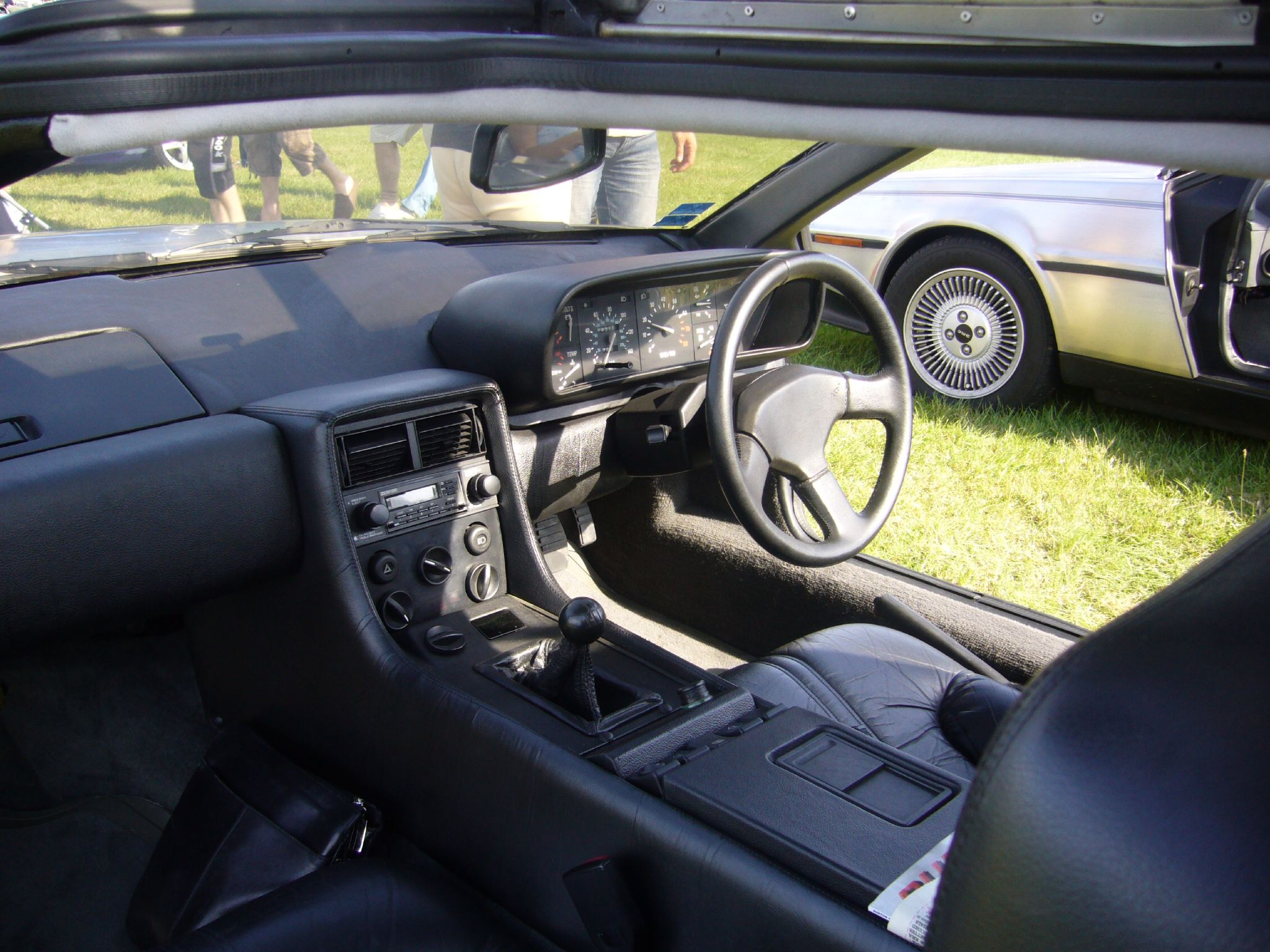
DeLorean com o posto de condução à direita.

Apesar de ter sido produzidos na Irlanda do Norte, os DeLorean destinavam-se ao mercado estadunidense. Portanto, todos os carros produzidos tinham a posto de condução à esquerda (projetados para ser dirigidos do lado direito da estrada). Alguns deles (24 carros) foram convertidos para conduzir desde o assento direito por mecânicos especializados do Reino Unido, mas nunca foram produzidos dessa forma pela DMC, então a popularidade deste modelo no Reino Unido foi muito limitada.
A DMC sabia que era necessária uma versão com o volante do lado direito para o Reino Unido e outros países como Irlanda, Austrália ou o Japão, por isso, cerca de 30 DeLorean foram enviados para uma empresa chamada Wooler-Hodec (com sede em Andover, Inglaterra) e os 20 melhores carros deveriam ser convertidos para ter o posto de condução à direita, no entanto, apenas 13 unidades foram concluídas antes da DMC falir, o que posteriormente levou ao fechamento da Wooler-Hodec.
Outros três carros com o volante à direita autorizados pela fábrica (conhecidos como "carros AXI") foram construídos. Esses carros foram registados e usados pela fábrica na Irlanda do Norte, com placas de identificação AXI 1697, AXI 1698 e AXI 1699 e têm pequenas diferenças comparados com os carros modificados pela Wooler-Hodec.
Após a quebra da DMC, muitos dos carros que ainda estavam na fábrica foram vendidos em vários leilões no Reino Unido, alguns dos quais foram convertidos por ex-trabalhadores da Wooler-Hodec e engenheiros da DMCL para serem conduzidos pelo lado esquerdo da estrada, resultando em outras oito conversões pós-fábrica.

## O DeLorean emBack to the Future

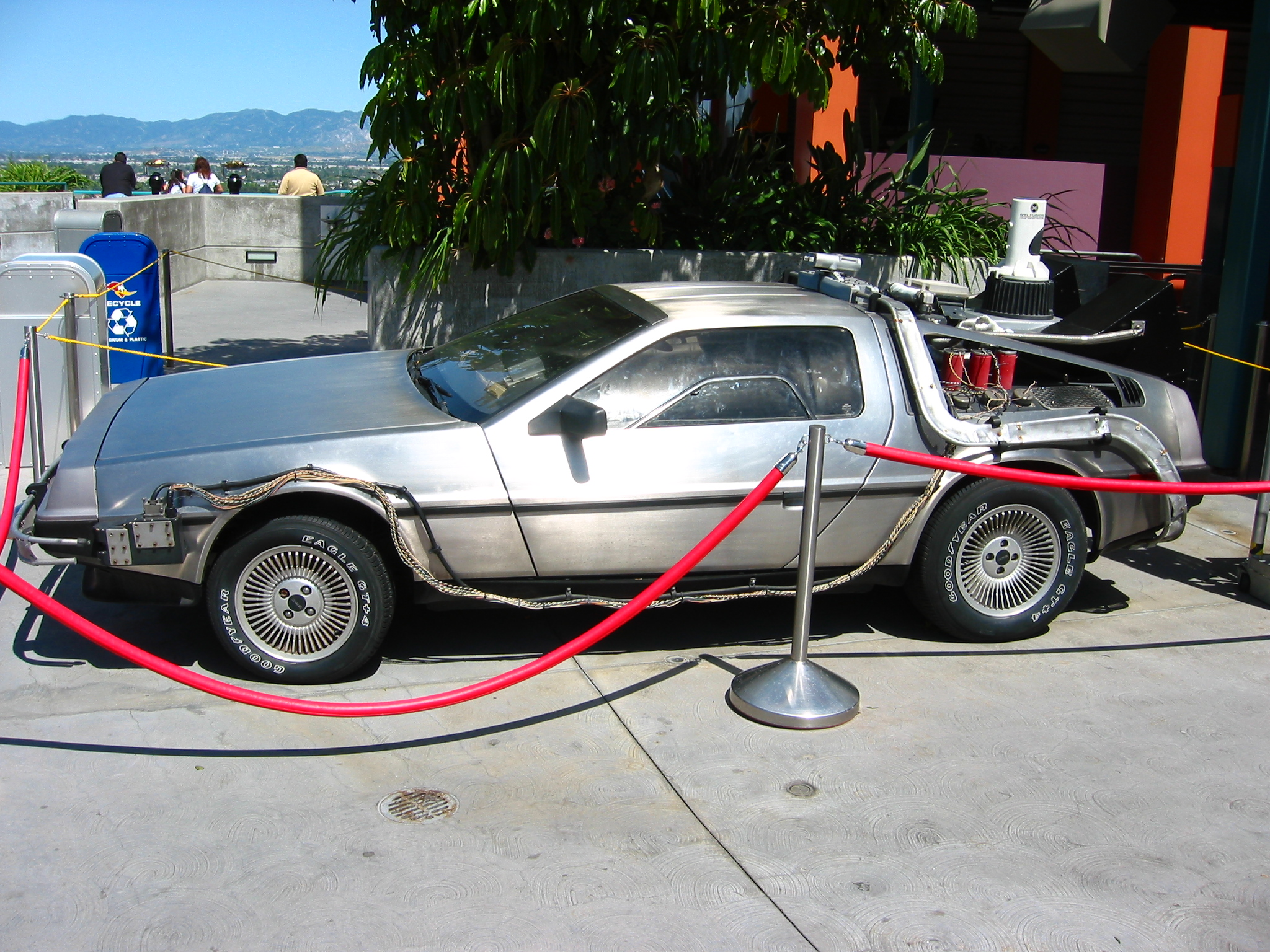
Réplica de um dos DeLorean usados nas filmagens dos dois primeiros filmes da trilogia.

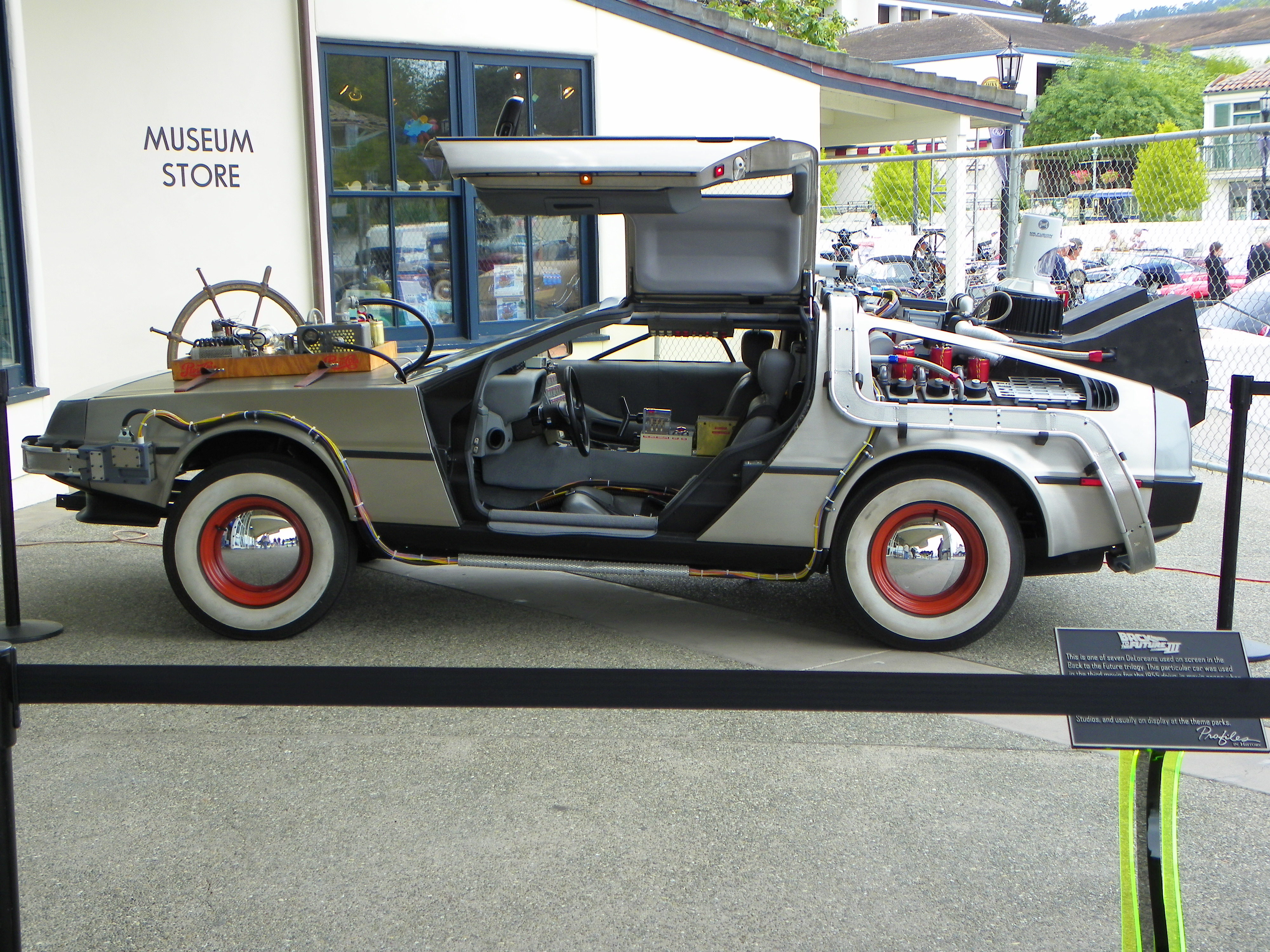
DeLorean original usado no terceiro filme.

O DMC DeLorean é muito conhecido por sua aparição como uma máquina do tempo na trilogia Back to the Future (De volta para o futuro no Brasil e Regresso ao futuro em Portugal), filmes de ficção científica dirigidos por Robert Zemeckis e estrelados por Michael J. Fox e Christopher Lloyd. A principal razão pela qual o DeLorean foi escolhido foi que este carro estava idealmente projetado para incluir a piada sobre a família de fazendeiros que o confundem com uma nave espacial no primeiro filme. A máquina do tempo foi projetada por Ron Cobb, Michael Scheffe e Andrew Probert.
Durante as filmagens da trilogia seis unidades do DeLorean foram usadas, além de um modelo de fibra de vidro em tamanho real para simular o vôo no ar e outro em escala para filmar várias tomadas. Os DeLorean usados em Back to the Future tinham o motor V6 original (cujo som no filme vem do motor V8 de um Porsche 928). Em Back to the Future Part III foram utilizadas duas unidades equipadas com motores Volkswagen e chassi de buggy, e em uma terceira unidade foram colocados explosivos para destruí-la no final do filme, quando um comboio atinge a máquina do tempo e a destrói.
Somente três dos seis carros usados nos filmes ainda existem. A Universal Studios possui dois dos carros restantes, que usa de vez em quando em exibições ou para outras produções. O último DeLorean, usado em Back to the Future Part III, foi restaurado e foi leiloado em dezembro de 2011, sendo vendido por US $ 541.200.

## Produção de novos DeLorean
Em 1995 Stephen Wynne, um mecânico de automóveis britânico de Liverpool, criou uma pequena empresa dedicada à reparação de automóveis DeLorean, com sede em Humble (Texas), usando o nome DeLorean Motor Company. Wynne adquiriu a marca registada no logotipo estilizado da DMC, junto com o estoque de peças restantes da DeLorean Motor Company original.
Após a aprovação da Lei de fabricação de veículos de baixo volume em dezembro de 2015, a DMC Texas anunciou que planejava produzir réplicas de carros DeLorean. A DMC previu a construção de aproximadamente 50 veículos por ano ao longo de seis anos com um preço de retalho estimado de US $ 100.000. Porém, a DMC Texas encontrou obstáculos como a reprodução de peças (já que não estão mais disponíveis no estoque), e encontrar um fornecedor de motores. Devido a atrasos da NHTSA em ratificar a lei, o plano para construir carros DeLorean modernizados acabou sendo cancelado. Houve alguma discussão sobre a construção de uma versão atualizada do DeLorean original produzido pela DMC Texas para comemorar o 40º aniversário, mas nenhum detalhe foi publicado.

## Brinquedos

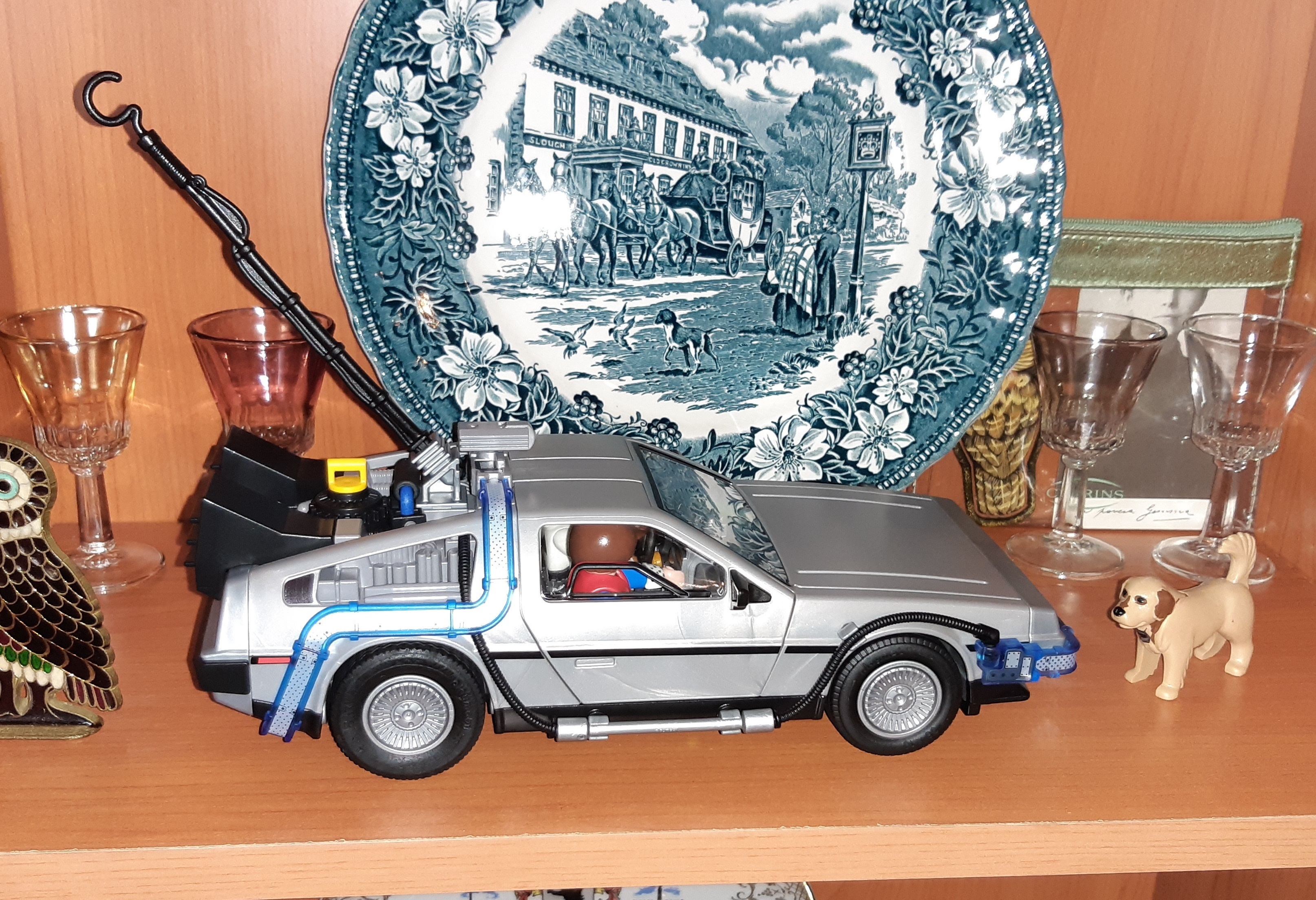
DeLorean da Playmobil.

Para o 35º aniversário de Back to the Future em 2020, várias marcas, de Playmobil a FunkoPop, lançaram produtos exclusivos inspirados no DeLorean e nos personagens protagonistas do famoso filme dirigido por Robert Zemeckis.
Hot Wheels também lançou uma pequena versão de colecionador do DeLorean para o 35º aniversário, assim como um DeLorean Elite para o 30º aniversário de Back to the Future em 2015.
A marca Kids Logic lançou um DeLorean magnético de Back to the Future Part II em junho de 2020, que é capaz de levitar.

## Aparições em videojogos
- O DeLorean de 1982 aparece no jogo Forza Motorsport 4, e pode ser selecionado pelo jogador para corridas.
- No jogo Hotline Miami, a personagem principal passa de um nível para outro com um DMC DeLorean.
- A aparição do DeLorean também destaca em alguns jogos de corrida da série Gran Turismo, no jogo Back to the Future: The Game e no jogo de ação e condução Driver: San Francisco.
- Na série de jogos Grand Theft Auto o carro aparece em vários jogos, geralmente levemente modificado e com o nome de Deluxo.
- Em The Crew 2, o DeLorean apareceu em uma atualização de 26 de agosto de 2020, junto da versão fictícia "Rad Edition" (inspirado no estilo vaporwave dos anos 80, sendo o carro preto com detalhes luminosos em neon rosa e azul). Em outra atualização, em outubro de 2020, apareceu uma versão "monster truck".